# Chaco Canyon National Monument
Chaco Canyon National Monument – nieistniejący już pomnik narodowy w Stanach Zjednoczonych, w stanie Nowy Meksyk. Pomnik został ustanowiony 11 marca 1907 roku decyzją prezydenta Stanów Zjednoczonych Theodore'a Roosevelta. Jego powierzchnia została powiększona 10 stycznia 1928 roku przez prezydenta Calvina Coolidge'a a Kongres Stanów Zjednoczonych utworzył na tym obszarze 19 grudnia 1980 roku istniejący współcześnie Historyczny Park Narodowy kultury Chaco.